# Zarjazz
Zarjazz var ett dotterskivbolag till Virgin Records. Namnet kommer från zarjaz, ett fiktivt slangord som betyder "utmärkt" i den tecknade serien 2000 AD. Det startades 1984 av det brittiska ska/popbandet Madness. Dess första skivsläpp var Feargal Sharkey's singel "Listen to Your Father". Det gav även ut Mad Not Mad, Madness sista album innan de splittrades. Julen 1984 gav de ut en välgörenhetssingel, "Starvation", som till skillnad från Band Aid, som gjordes samma år, även hade med många afrikanska artister. Andra medverkande var UB40, The Pioneers och General Public. Andra zarjazzartister var The Fink Brothers, Charm School och Tom Morley. Zarjazz lades ner 1986. 
Bolagets kontor låg på Caledonian Road i North London. Madness äger fortfarande studion, men hyr för tillfället ut sakerna till Apollo 440. 